# 长柱十大功劳
长柱十大功劳（学名：Mahonia duclouxiana）是小檗科十大功劳属的植物。分布于缅甸、泰国、印度以及中国大陆的广西、四川、云南等地，生长于海拔1,800米至2,700米的地区，多生于路边、林中、灌丛中、河边以及山坡，目前尚未由人工引种栽培。

## 异名
- Mahonia duclouxiana Gagnep. var. hilaica Ahrendt